# NGC 1654
NGC 1654 ist eine Spiralgalaxie vom Hubble-Typ Sa im Sternbild Eridanus am Südsternhimmel. Sie ist schätzungsweise 197 Millionen Lichtjahre von der Milchstraße entfernt und hat einen Durchmesser von etwa 50.000 Lichtjahren. 

Im selben Himmelsareal befinden sich u. a. die Galaxien NGC 1653, NGC 1657, NGC 1661.
Die Typ-I-Supernova SN 1962P wurde hier beobachtet.
Das Objekt wurde am 21. Dezember 1881 von Édouard Stephan entdeckt.